# عثيات مخربة
عثيات مُخربة أو عثيات مُدمرة (الاسم العلمي: Olethreutinae)، فُصيلة حشرات عثية من فصيلة فراشيات فتالة.